# Akish
Akish es uno de los personajes que aparecen en el Libro de Mormón, uno de los libros canónicos de La Iglesia de Jesucristo de los Santos de los Últimos Días.
En el libro, Akish es mencionado en la parte del Libro de Éter, donde es descrito como una figura prominente en la sociedad de los llamados jareditas. En esta narración, Akish estableció combinaciones secretas entre los jareditas después de llegar a la Tierra Prometida. Esta combinación secreta casi les llevó a la completa destrucción. Akish estableció esta combinación porque la hija de Jared bailó delante de él y, para obtener su mano, Akish convino con Jared destronar a Omer, el rey legítimo y padre de Jared. Más tarde, Akish mató a Jared y tomó el control del reino. Esta historia ha sido discutida por autores mormones y no mormones.
Akish es la correcta pronunciación y una transliteración alternativa de Aquis, el rey de Gath que aparece en el Primer Libro de Samuel que tiene una relación ambivalente con el rey David. David Rohl cree que es un acortamiento de Akishimige, un nombre hurrita que significa "el Dios Sol ha dado". Si el parecido entre ambos nombres no es una coincidencia, puede dar lugar a una conexión entre los hurritas y los jareditas.